# Gerther Mühlenbach
Der Gerther Mühlenbach ist ein Fließgewässer, das im Bochumer Stadtteil Gerthe entspringt, den Gerther Mühlenteich speist und südlich des Bövinghauser Hellwegs weiter nach Osten fließt entlang des Gewerbegebiets auf dem Gelände der ehemaligen Zeche Lothringen an der Gewerkenstraße, Dieselstraße und Daimlerstraße. Hier befanden sich auch die Chemischen Werke Lothringen und eine Kokerei.
Ein Teil des Laufs ist im Naturschutzgebiet Oberes Oelbachtal geschützt. Er mündet im Bövinghauser Bach bzw. Harpener Bach. Vor dem Hintergrund der anstehenden Renaturierung muss geprüft werden, inwieweit die Altlasten des Gewerbegebiets den Wasserkörper belasten. Das Grundwasser ist flächendeckend mit Cyaniden belastet.
2018 wurde eine Maßnahme zur Verbesserung der Wasserqualität angekündigt.